# Anne Corfitzdatter Hardenberg
 Ikke at forveksle med Anne Hardenberg.
Anne Corfitzdatter Hardenberg (død 15. februar 1589 på Bregentved Herregård) var en dansk adelskvinde, der er kendt for at have haft et kærlighedsforhold til kong Frederik 2. Derudover gjorde hun tjeneste hos Frederiks mor, dronning Dorothea.

## Familieforhold
Anne Hardenberg var datter af godsejer Corfitz Hardenberg til Skjoldmose og Mette Christiernsdatter Skram (1507-1548), søster til den admiral Peder Skram.

## Forholdet til Frederik 2.
Det første, der vides om Anne Hardenberg, er, at hun senest i 1557 kom i tjeneste hos dronning Dorothea. Begyndelsen på forbindelsen mellem hende og kronprinsen er usikker, men kan have haft rod i denne ansættelsen ved hoffet. Alternativt kan de have mødt hinanden hos Frederiks hofmester, Eiler Hardenberg, som var Annas farbror og boede på Malmøhus.
Dronningen skal i julen 1558 have bedt sin søn om ikke at stå i vejen for, at Anne skulle blive lykkelig, idet hun stod klar til at blive gift med den rige Oluf Mouritsen Krognos, hvilket er et tegn på, at Frederik har været forelsket i hende. I samme periode var Frederik dog også indstillet på at følge sin fars, Christian 3., ønske, om at han skulle giftes med en datter af en fyrste fra udlandet. Da faderen døde i 1559, og Frederik overtog kronen, havde han fortsat tanker om at indgå ægteskab for at styrke landets plads i europæisk politik, og han var i 1563-64 særligt interesseret i en datter af den tysk-romerske kejser Maximilian 2.
Dette blev dog ikke til noget, og det fremgår af et brev fra 1569 fra Frederik til hans faster, hertuginde Elisabeth af Mecklenburg, at nu ønskede at blive gift med en dansk adelskvinde. Dette kan næsten kun være Anne, som han i foråret 1571 åbent ønskede at gifte sig med. Ønsket blev dog aldrig til virkelighed som følge af stærk modstand fra hans familie, særligt fra hans søster Anna af Sachsen, der muligvis også var allieret med Anne Hardenberg selv. Forholdet mellem Frederik og Anne har dog været nært, og da kongen i efteråret 1571 blev forlovet med Sophie af Mecklenburg, hans kusine, var han bekymret over, hvordan Anne ville modtage denne nyhed. Da han blev klar over, at hun støttede dette forhold, blev han beroliget og gennemførte ægteskabet med Sophie. I et brev til Birgitte Gøye skriver Anne om hendes følelser overfor situationen; "Gud ved, jeg er saa glad og rolig i mit Hjerte, som jeg ikke har været i mange Aar.

## Andre højtstående forbindelser
Fra sin periode i dronning Dorotheas tjeneste havde Anne Hardenberg fået forbindelse til flere af kongefamiliens kvindelige medlemmer, ikke mindst til Frederik 2.'s søster, Anna. Disse to skrev gennem livet en lang række breve til hinanden, hvor indholdet undertiden var af fortrolig natur. Derudover havde hun også tæt forbindelser til flere standsfæller, særligt Birgitte Gøye.
Anne havde flere talenter. Således var hun musikalsk, og hun spillede gerne i sin tid hos enkedronning Dorothea til dennes fornøjelse. Derudover var hun dygtig til håndarbejde, og blandt andet kurfystinde Anna var ivrig aftager af hendes frembringelser. Hun var som nævnt også en flittig brevskriver, og i hendes breve kan man ofte spore melankoli og hendes religiøsitet.
Hendes nære forhold til enkedronning Dorothea resulterede i, at hun arvede et beløb på 2000 rigsdaler ved dronningens død.

## Ægteskab og enkestand
I mange år bejlede rigsråd Oluf Mouritsen Krognos til hende, og efter Frederiks giftermål i 1572 sagde hun omsider ja til ham. De blev gift 11. januar 1573, men ægteskabet varede kun kort, idet Oluf døde samme sommer. Resten af sit liv levede hun som enke på Bregentved, idet hun dog havde noget besvær med at holde sin mands familie væk. Det hjalp, da hun fik støtte fra Olufs fætter, Peder Oxe.

## Anetavle
|                 |                                  |  |                               |                                        |  |  |  |  | 8. Joachim Eilersen Hardenberg, søn af Eiler Hardenberg |
|                 |                                  |  |                               |                                        |  |  |  |  |                                                         |
|                 | 4. Erik Joachim Hardenberg       |  |                               |                                        |  |  |  |  |                                                         |
|                 |                                  |  |                               |                                        |  |  |  |  |                                                         |
|                 |                                  |  |                               | 9. Mette Bertelsdatter Tinhuus Skinkel |  |  |  |  |                                                         |
|                 |                                  |  |                               |                                        |  |  |  |  |                                                         |
|                 | 2. Corfitz Eriksen Hardenberg    |  |                               |                                        |  |  |  |  |                                                         |
|                 |                                  |  |                               |                                        |  |  |  |  |                                                         |
|                 |                                  |  |                               | 10. Corfitz Tønnesen Rønnow            |  |  |  |  |                                                         |
|                 |                                  |  |                               |                                        |  |  |  |  |                                                         |
|                 | 5. Anna Corfitsdatter Rønnow     |  |                               |                                        |  |  |  |  |                                                         |
|                 |                                  |  |                               |                                        |  |  |  |  |                                                         |
|                 |                                  |  |                               | 11. Ellen Henriksdatter Gyldenstierne  |  |  |  |  |                                                         |
|                 |                                  |  |                               |                                        |  |  |  |  |                                                         |
| Anne Hardenberg |                                  |  |                               |                                        |  |  |  |  |                                                         |
|                 |                                  |  |                               |                                        |  |  |  |  |                                                         |
|                 |                                  |  | 12. Peder Christiernsen Skram |                                        |  |  |  |  |                                                         |
|                 |                                  |  |                               |                                        |  |  |  |  |                                                         |
|                 | 6. Christiern Pedersen Skram     |  |                               |                                        |  |  |  |  |                                                         |
|                 |                                  |  |                               |                                        |  |  |  |  |                                                         |
|                 |                                  |  |                               | 13. Anne Nielsdatter Banner            |  |  |  |  |                                                         |
|                 |                                  |  |                               |                                        |  |  |  |  |                                                         |
|                 | 3. Mette Christiernsdatter Skram |  |                               |                                        |  |  |  |  |                                                         |
|                 |                                  |  |                               |                                        |  |  |  |  |                                                         |
|                 |                                  |  |                               | 14. Knud Joachimsen Reventlow          |  |  |  |  |                                                         |
|                 |                                  |  |                               |                                        |  |  |  |  |                                                         |
|                 | 7. Anne Knudsdatter Reventlow    |  |                               |                                        |  |  |  |  |                                                         |
|                 |                                  |  |                               |                                        |  |  |  |  |                                                         |
|                 |                                  |  |                               | 15. Margrethe Jørgensdatter Urne       |  |  |  |  |                                                         |
|                 |                                  |  |                               |                                        |  |  |  |  |                                                         |